# Satin
Satin [saˈtɛ̃]  ist die französische Bezeichnung für alle glänzenden Gewebe in Atlasbindung.
Der synonyme Begriff Atlas ist heute im Handel bedeutungslos; am ehesten ist er noch in kostümgeschichtlichem Zusammenhang für Seidenstoffe in Gebrauch.

## Etymologie
Das Wort Satin leitet sich ab von زيتون / Zaitūn, dem arabischen Namen der chinesischen Stadt Quanzhou (früher Tsen-tung), einem wichtigen Hafen für den Seidenhandel.
Atlas leitet sich ab vom arabischen Wort أطلس / aṭlas / ‚glatt‘.

## Eigenschaften

Bindungspatrone für einen 5-bindigen Kettatlas

Durch die Atlasbindung ergibt sich eine stark glänzende, glatte Oberseite (rechte Seite) und eine matte Unterseite (linke Seite). Am häufigsten verwendet wird 5-bindiger Kettatlas, seltener auch mit längeren Flottungen, etwa als 8-,10- oder 12-bindiger Atlas. Die Eigenschaften des Satins hängen vom eingesetzten Garn und der Einstellung ab (typischerweise in der Kette 40–120 Fäden/cm, im Schuss 25–60 Fäden/cm). Er kann leicht oder schwer, matt- oder hochglänzend, fließend oder steif sein.
Satin kann aus verschiedenen Materialien gewebt werden, etwa als Baumwollsatin oder Wollatlas. Für einen besonderen Glanz werden endlose Fasern (Filamente) wie Seide, Viskose oder Polyester bevorzugt.

## Verwendung

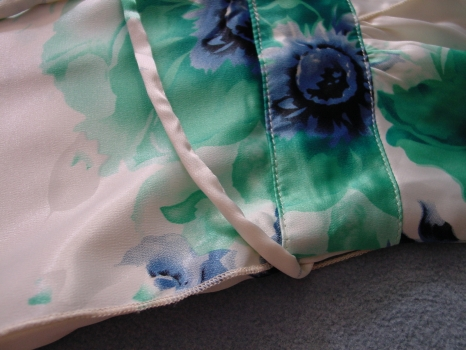
Ein Satinkleid

Wegen des starken Glanzes wird vor allem der schwere Duchesse besonders für festliche Kleidung (Abend- und Brautkleider) verwendet. Er wird als Kettatlas gewebt.
Crêpe Satin ist die Handelsbezeichnung für Kleider- und Mantelstoffe, wird aber auch zu Blusen und Accessoires verarbeitet.
Baumwollsatin, nach einer besonderen ägyptischen Baumwollart auch Mako-Satin genannt, wird vor allem zu Bettwäsche- und Vorhangstoffen verarbeitet; Wollsatin (Charmelaine) ist heute eher selten zu finden. Satin findet Verwendung in der Nachtwäsche-Mode für Damen und Herren.